# Carl Henrik Bergman
Carl Henrik Bergman, född 20 juni 1828 i Stockholm, död 17 februari 1909 i Stockholm, var en svensk präst och mystiker. Han var bror till Wilhelm Bergman.
Bergman var son till grosshandlaren och skeppsredaren Johan Bergman Olson och Henrica Deutsch. Han blev student vid Uppsala universitet 1847, blev filosofie kandidat 28 mars 1851 och promoverades till filosofie magister 16 juni samma år. År 1855 avlade Bergman teoretisk teologisk examen och praktisk teologisk examen samt prästvigdes för tjänstgöring i Härnösands stift 8 september samma år. Han var pastorsadjunkt i Finska församlingen i Stockholm 1858–1870, blev extra lärare vid Nya elementarskolan 1859 och adjunkt där 1860. År 1863 avlade han pastoralexamen och erhöll på egen begäran avsked från sin lärarbefattning 1868 samt blev tjänstgörande hovpredikant 3 maj 1869 men entledigades på egen begäran 1898.
Som mystiker var Bergman ledare för den så kallade  Bergmankretsen i Stockholm. Han var en flitig introduktör av gammal mystik litteratur, främst ur kvietismen. Han var också mycket intresserad av Augustinus. Bergman var ogift. 
Bergman blev filosofie jubeldoktor 31 maj 1901 samt utsågs till teologie doktor vid Linnéfesten 1907 men avböjde den erbjudna värdigheten.